# Droomcyclus
De droomcyclus (Engels: Dream Cycle) is de overkoepelende benaming die door fans en critici gegeven wordt aan een reeks verhalen van de Amerikaanse auteur Howard Phillips Lovecraft. Deze verhalen maken allemaal gebruik van een door Lovecraft bedachte wereld genaamd "de droomwereld" ("The Dreamlands"): een andere dimensie die men alleen via dromen kan bereiken.

## Verhalen
De verhalen van Lovecraft die tot de droomcyclus gerekend worden zijn:
- Polaris (1918)
- The Statement of Randolph Carter (1919)
- The White Ship (1919)
- The Doom That Came to Sarnath (1919)
- The Cats of Ulthar (1920)
- Celephaïs (1920)
- Ex Oblivione (1920)
- From Beyond (1920)
- Nyarlathotep (1920)
- The Quest of Iranon (1921)
- The Nameless City (1921)
- The Other Gods (1921)
- Azathoth (1922)
- The Hound (1922)
- Hypnos (1922)
- What the Moon Brings (1922)
- The Dream-Quest of Unknown Kadath (1926)
- The Silver Key (1926)
- The Strange High House in the Mist (1926)
- Pickman's Model (1926)
- The Case of Charles Dexter Ward (1927)
- The Descendant (1927)
- The Thing in the Moonlight (1927)
- At the Mountains of Madness (via interne referenties) (1931)
- The Dreams in the Witch House (1932)
- Through the Gates of the Silver Key (in samenwerking met E. Hoffmann Price) (1932)

## Achtergrond
De droomwereld wordt het gedetailleerdst omschreven in The Dream-Quest of Unknown Kadath. Hierin blijkt dat deze wereld in elk geval in vier regio’s is onderverdeeld: west, oost, noord en zuid. West is het dichtstbevolkt daar mensen hier de droomwereld binnengaan. Verder is er een gebied genaamd de onderwereld en wordt de maan bewoond door wezens genaamd maanbeesten. Ten slotte is er een mythische plaats genaamd Kadath, waar de grote goden zich zouden bevinden.
Net als de Cthulhu Mythos maken de verhalen in de droomcyclus gebruik van meerdere bovennatuurlijke wezens. Zo spelen ghouls een belangrijke rol in de verhalen.